# Lankesterella ceracifolia
Lankesterella ceracifolia é uma espécie de planta do gênero Lankesterella e da família Orchidaceae. 

## Taxonomia
A espécie foi descrita em 1940 por Friedrich Markgraf. 
Os seguintes sinônimos já foram catalogados:  
- Stenorrhynchos ceracifolium  Barb.Rodr.
- Cladobium majus  Hoehne & Schltr.
- Cladobium oliganthum  Hoehne & Schltr.
- Lankesterella majus  (Hoehne & Schltr.) Mansf.
- Lankesterella mentiens  Hoehne
- Lankesterella oligantha  (Hoehne & Schltr.) Mansf.
- Stenorrhynchos ceracifolium cornutum  Barb.Rodr.
- Stenorrhynchos cornutum  (Barb.Rodr.) Barb.Rodr.
- Cladobium ceracifolium  (Barb.Rodr.) Schltr.
- Spiranthes ceracifolia  (Barb.Rodr.) Barb.Rodr.

## Forma de vida
É uma espécie epífita e herbácea. 

## Conservação
A espécie faz parte da Lista Vermelha das espécies ameaçadas do estado do Espírito Santo, no sudeste do Brasil. A lista foi publicada em 13 de junho de 2005 por intermédio do decreto estadual nº 1.499-R. 

## Distribuição
A espécie é encontrada nos estados brasileiros de Bahia, Espírito Santo, Minas Gerais, Paraná, Rio de Janeiro, Rio Grande do Sul, Santa Catarina e São Paulo. 
A espécie é encontrada nos  domínios fitogeográficos de Mata Atlântica e Pampa, em regiões com vegetação de floresta estacional semidecidual e floresta ombrófila pluvial.